# Bellamya robertsoni
Bellamya robertsoni је пуж из реда Architaenioglossa и фамилије Viviparidae. 

## Угроженост
Ова врста се сматра угроженом.

## Распрострањење
Ареал врсте је ограничен на две државе. 
Малави и Мозамбик су једина позната природна станишта врсте.

## Станиште
Станиште врсте су слатководна подручја. 